# Skójka malarska
Skójka malarska (Unio pictorum) – gatunek małża o wymiarach muszli 7–10 cm. Żyje 10 do 15 lat. Występuje na terenie całej Europy w rzekach i jeziorach.
Nazwa małża pochodzi od powszechnego już w starożytności zastosowania jego muszli przez malarzy do przechowywania i ucierania farb, szczególnie w technikach temperowych.